# 온두라스의 공휴일
온두라스의 공휴일은 다음과 같다.
| 날짜           | 공휴일 이름   | 비 고 |
| -------------- | ------------- | ----- |
| 1월 1일        | 새해 첫날     |       |
| 3월 14일       | 아메리카의 날 |       |
| 3~4월 중(이동) | 성주간        |       |
| 5월 1일        | 노동절        |       |
| 9월 15일       | 독립기념일    |       |
| 10월 3일       | 국군의 날     |       |
| 10월 12일      | 콜럼버스의 날 |       |
| 10월 21일      | 육군의 날     |       |
| 12월 25일      | 크리스마스    |       |